# Petar Topic
Petar Topic (Split, 8 de marzo de 1990) es un jugador de balonmano húngaro, nacido en Croacia, que juega de pívot en el Tatabánya KC. Es internacional con la selección de balonmano de Hungría.
Su primer gran campeonato con la selección fue el Campeonato Mundial de Balonmano Masculino de 2021.

## Palmarés

### RK Metalurg
- Liga de Macedonia del Norte de balonmano (1): 2014

## Clubes
| Club               | País                | Año         |
| ------------------ | ------------------- | ----------- |
| RK Kastela         | Croacia             | 2010 - 2012 |
| RK Porec           | Croacia             | 2012 - 2013 |
| RK Metalurg Skopje | Macedonia del Norte | 2013 - 2015 |
| RK Pelister        | Macedonia del Norte | 2015 - 2016 |
| Váci KSE           | Hungría             | 2016 - 2017 |
| Balatonfüredi KSE  | Hungría             | 2017 - 2022 |
| Tatabánya KC       | Hungría             | 2022 - Act. |